# تیرگران
تیرگران، روستایی از توابع بخش مرکزی شهرستان سنندج در استان کردستان ایران است.

## جمعیت
این روستا در دهستان حومه قرار دارد و براساس سرشماری مرکز آمار ایران در سال ۱۳۸۵، جمعیت آن ۴۹ نفر (۱۱خانوار) بوده است.

## موقعیت
این روستا در نزدیکی روستای قلیان سنندج قرار دارد و در کنار سد وحدت سنندج واقع است و از روستاهای اطراف آن نیز می‌توان به به ایسیر یا عیسی در اشاره کرد.